# 231446 Dayao
231446 Dayao è un asteroide della fascia principale. Scoperto nel 2007, presenta un'orbita caratterizzata da un semiasse maggiore pari a 2,6302839 au e da un'eccentricità di 0,1471729, inclinata di 13,49421° rispetto all'eclittica.